# Xinfengjiang Shuiku
Xinfengjiang Shuiku är en reservoar i Kina. Den ligger i provinsen Guangdong, i den södra delen av landet, omkring 140 kilometer nordost om provinshuvudstaden Guangzhou. Xinfengjiang Shuiku ligger 100 meter över havet. Arean är 241 kvadratkilometer. Den sträcker sig 23,3 kilometer i nord-sydlig riktning, och 35,1 kilometer i öst-västlig riktning.
Genomsnittlig årsnederbörd är 2 376 millimeter. Den regnigaste månaden är maj, med i genomsnitt 546 mm nederbörd, och den torraste är oktober, med 19 mm nederbörd.